# Щеверево
Щеверево — деревня в Пеновском районе Тверской области.

## География
Находится в западной части Тверской области на расстоянии приблизительно 11 км на запад-юго-запад по прямой от районного центра поселка Пено.

## История
Деревня была показана на карте Менде (состояние местности на 1848 год). В 1859 году здесь было учтено 4 двора, в 1939 – 23. До 2020 года входила в Охватское сельское поселение Пеновского района до их упразднения.

## Население
Численность населения: 29 человек (1859 год), 5 (русские 100%) 2002 году, 0 в 2010.